# Depi Evratesil 2025
La quarta edizione di Depi Evratesil (in armeno Դեպի Եվրատեսիլ?, "Verso l'Eurovision") si è svolta il 16 febbraio 2025 e ha selezionato il rappresentante dell'Armenia all'Eurovision Song Contest 2025 a Basilea, in Svizzera.
Il vincitore è stato Parg con Survivor.

## Organizzazione
Il 30 novembre 2024, l'emittente pubblica Hayastani Hanrayin Herrustaynkerut'yun (ARMTV) ha confermato la partecipazione dell'Armenia all'Eurovision Song Contest 2025, annunciando inoltre, per la prima volta dal 2020, l'organizzazione di Depi Evratesil per scegliere il proprio rappresentante.
Il 6 dicembre 2024 al 10 gennaio 2025 l'emittente ha dato la possibilità agli aspiranti partecipanti di inviare i propri brani, con la condizione che gli artisti partecipanti fossero cittadini o avessero origini armene da parte di almeno un genitore.
L'evento si è svolta in un'unica serata il 16 febbraio 2025 presso l'Arena Demircian a Erevan, già sede del Junior Eurovision Song Contest 2011 e 2022, e ha visto 12 partecipanti contendersi l'opportunità di rappresentare l'Armenia all'Eurovision Song Contest. Il vincitore è stato selezionato da una combinazione di giuria nazionale, giuria internazionale e voto del pubblico via SMS.

### Giurie
La giuria armena è stata composta da:
- Hovhannes Movsisyan, direttore esecutivo di ARMTV;
- Tigran Virabyan, vice direttore esecutivo di ARMTV;
- David Babakhanyan, direttore generale del canale Armenia TV;
- Aram Sukiasyan, membro del consiglio d'amministrazione di ARMTV;
- Artur Yezekyan, fondatore e presidente del canale Shant;
- David Tserunyan, produttore di Depi Evratesil e capodelegazione dell'Armenia all'Eurovision Song Contest;
- Anush Ter-Ghukasyan, produttrice musicale per ARMTV.

La giuria internazionale è stata composta da:
- Nicoline Refsing, scenografa;
- Alexandra Redde-Amiel, capodelegazione della Francia all'Eurovision Song Contest;
- Julien Gutierrez, regista;
- Natia Mshvenieradze, capodelegazione della Georgia all'Eurovision Song Contest;
- Felix Bergsson, capodelegazione dell'Islanda all'Eurovision Song Contest;
- Stefano Karakotch, artist promotion director per conto di Sony Music Italy;
- Sergio Jaén, scenografo.

## Partecipanti
Una giuria tecnica nominata da ARMTV ha selezionato dapprima gli artisti con le canzoni migliori tra le proposte ricevute. Tra questi, attraverso una seconda scrematura tramite un'audizione dal vivo, sono stati selezionati i 12 finalisti per il concorso. Gli artisti sono stati annunciati il 7 febbraio 2025, mentre i brani sono stati presentati due giorni dopo.
Tra i concorrenti figurano Athīna Manoukian, vincitrice dell'edizione precedente e rappresentante nazionale all'Eurovision Song Contest 2020, e Anahit Adamyan, rappresentante dell'Armenia al Junior Eurovision Song Contest 2016.
| Artista                     | Titolo             | Lingua  | Compositori                                                                                                |
| --------------------------- | ------------------ | ------- | --- |
| Altsight                    | Dare to Dream      | Inglese | Sargis Burnazyan                                                                                           |
| Anahit Adamyan              | Tiny Little Boo    | Inglese | Boris Adamyan, Nick Egibyan                                                                                |
| Anahit Hakobyan & Gasoiia   | Wild               | Inglese | Gasoiia, Maya Sinanyan, Tokionine                                                                          |
| Arsen Grigoryan feat. Kamil | Will You Marry Me? | Inglese | Mariam Shahinyan, Vahram Petrosyan                                                                         |
| Athīna Manoukian            | Daqueenation       | Inglese | Athīna Manoukian, DJ Paco                                                                                  |
| Flora Bichakhchyan          | Prayer             | Inglese | Flora Bichakhchyan                                                                                         |
| Gevorg Harutyunyan          | Hey Man            | Inglese | Eva Voskanyan, Gevorg Harutyunyan, Lilit Bleyan, Lilit Navasardyan, Nare Navasardyan                       |
| Mels                        | Losing             | Inglese | Arthur Armeni, Robert Koloyan, Tokionine                                                                   |
| Milena Mirijanyan           | Romantic Net       | Inglese | Nick Egibyan                                                                                               |
| Parg                        | Survivor           | Inglese | Alex Wilke, Armen Paul, Benjamin Alasu, Eva Voskanian, Joshua Curran, Martin Mooradian, Parg, Thomas G:son |
| Sevagir                     | Falling            | Inglese | Em Kalmukhyan                                                                                              |
| Simon                       | Ay paparey bye     | Inglese | Lilit Navasardyan, Nare Navasardyan                                                                        |

## Finale
La finale si è tenuta il 16 febbraio 2025 presso l'Arena Demircian a Erevan ed è stata presentata da Aram Mp3 e Ani Khachikyan. L'ordine di uscita è stato reso noto il 10 febbraio 2025.
Durante la serata si sono esibiti Maléna, vincitrice del Junior Eurovision Song Contest 2021, che si è esibita con Flashing Lights, il presentatore Aram Mp3 con Not Alone, brano con cui ha rappresentato l'Armenia all'Eurovision Song Contest 2014 ed, infine, Brunette, rappresentante dell'Armenia all'Eurovision Song Contest 2023, che si è esibita in un medley di Future Lover, No Energy e Superstar Illness, durante il conteggio dei voti.
A vincere il voto delle giurie e del televoto sono stati rispettivamente Simon e Parg; una volta sommati i punteggi Parg è stato proclamato vincitore della manifestazione, superando di 17 punti di distacco il secondo classificato.
| #  | Artista                     | Brano              | Giuria | Giuria | Televoto | Televoto | Totale | Posizione |
| #  | Artista                     | Brano              | Armena | Inter. | Televoto | Televoto | Totale | Posizione |
| -- | --------------------------- | ------------------ | ------ | ------ | -------- | -------- | ------ | --------- |
| 1  | Parg                        | Survivor           | 68     | 62     | 7 087    | 84       | 214    | 1         |
| 2  | Sevagir                     | Falling            | 20     | 15     | 553      | 0        | 35     | 12        |
| 3  | Anahit Adamyan              | Tiny Little Boo    | 29     | 32     | 2 271    | 35       | 96     | 5         |
| 4  | Mels                        | Losing             | 38     | 25     | 2 006    | 28       | 91     | 6         |
| 5  | Simon                       | Ay paparey bye     | 72     | 76     | 4 337    | 49       | 197    | 2         |
| 6  | Flora Bichakhchyan          | Prayer             | 22     | 32     | 1 697    | 21       | 75     | 8         |
| 7  | Gevorg Harutyunyan          | Hey Man            | 16     | 20     | 2 850    | 42       | 78     | 7         |
| 8  | Altsight                    | Dare to Dream      | 12     | 29     | 263      | 0        | 41     | 11        |
| 9  | Anahit Hakobyan & Gasoiia   | Wild               | 34     | 25     | 4 969    | 56       | 115    | 4         |
| 10 | Arsen Grigoryan feat. Kamil | Will You Marry Me? | 24     | 11     | 905      | 7        | 42     | 9         |
| 11 | Milena Mirijanyan           | Romantic Net       | 9      | 19     | 1 302    | 14       | 42     | 10        |
| 12 | Athīna Manoukian            | Daqueenation       | 62     | 60     | 5 062    | 70       | 192    | 3         |